# Codex Salmasianus
El Codex Salmasianus és un text manuscrit llatí en escriptura uncial, conservat avui a la Biblioteca Nacional de França («Codex Parisinus Latinus 10318»). Va pertànyer al filòleg francès Claude Saumaise, (Claudius Salmasius) (1588-1653), que també hi va inscriure el seu nom, i d'aquí que es conegui com a «Salmasianus».
D'aquest còdex no se'n coneix ni la trajectòria ni el seu origen, i l'època en què va ser escrit és desconeguda. Alguns autors pensen que va ser elaborat a Hispania a finals del segle vii a partir de criteris paleogràfics, però altres paleògrafs el consideren elaborat al nord d'Itàlia o a França a finals del segle viii.

## Descripció
El còdex conté una col·lecció de petits poemes llatins escrits entre els segles i i vi, recopilats a partir de col·leccions anteriors cap al final del domini vàndal al nord d'Àfrica, que va finalitzar l'any 534. S'hi troba un conjunt de poesies relacionades amb els reis vàndals, l'últim dels quals, Gelimer, va governar des del 530 al 533. Una de les últimes incorporacions al Codex va ser el Liber epigrammaton, de Luxori, que canta el palau del rei Hilderic, que va regnar entre els anys 523 i 530. La part més antiga del Codex Salmasianus és probablement del segle ii, de l'època dels Antonins, i recull la poesia sentimental que llavors s'escrivia. Un copista maldestre el va copiar sense gaire cura d'un original en lletres capitals. A més va patir una pèrdua de contingut, ja que falten els primers 11 quaternions, que contenien els 5 primers llibres d'un conjunt de 24, però la col·lecció del Codex Salmasianus és el més important recull de poesia lleugera llatina i constitueix la base de la moderna col·lecció anomenada Antologia llatina.